# کنوانسیون لندن برای جلوگیری از آلودگی دریایی با زباله و مواد دیگر

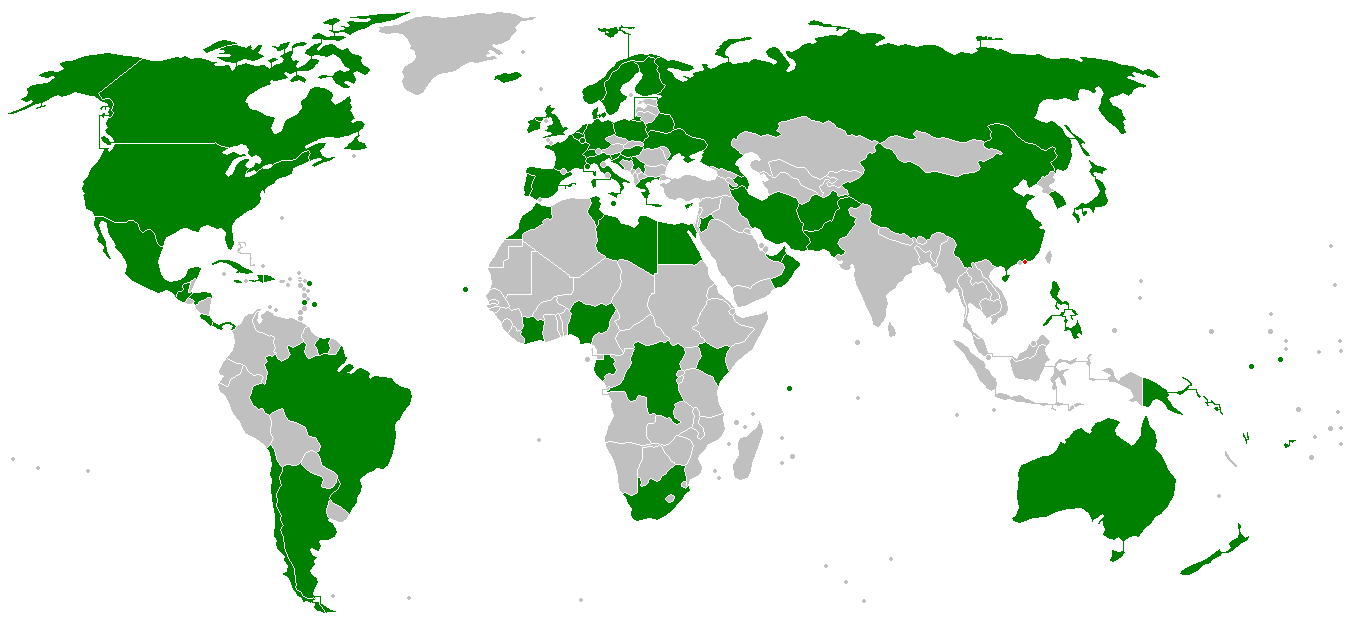
امضا کنندگان کنوانسیون لندن

کنوانسیون لندن برای جلوگیری از آلودگی دریایی با زباله و مواد دیگر (انگلیسی: London Convention on the Prevention of Marine Pollution by Dumping of Wastes and Other Matter) میثاق جلوگیری از آلودگی دریایی به‌وسیله زباله و مواد دیگر در ۱۹۷۲، که معمولاً "کنوانسیون لندن یا (ال سی۷۲) نامیده می‌شود و به اختصار به عنوان «دامپینگ دریایی» شناخته می‌شود، معاهده‌ای برای کنترل آلودگی دریایی، و مکمل و تشویق‌کننده قراردادهای منطقه‌ای مربوط به این کنوانسیون می‌باشد. موضوع این پیمان مدیریت پسمانده‌های دریایی یا سایر زباله‌های مربوط به کشتی‌ها، هواپیماها و اسکله‌های دریایی است. این معاهده مواد تخلیه شده از منابع زمینی مانند لوله‌ها و خروجی‌ها، و زباله‌های ایجاد شده در اثر کارکرد طبیعی کشتی‌ها را شامل نمی‌شود. این کنوانسیون تا سپتامبر ۲۰۱۶، ۸۹ عضو داشته و از ۱۹۷۵ لازم‌الاجرا شده است.

## پیش‌زمینه
این کنوانسیون، توسط گردهمایی محیط زیست انسانی سازمان ملل در ژوئن ۱۹۷۲ در استکهلم آغاز شد و در کنفرانس بین‌دولتی میثاق تخلیه زباله‌ها در دریا، در نوامبر ۱۹۷۲ در لندن، جهت امضا در ۲۹ دسامبر ۱۹۷۲ تهیه و با تصویب ۱۶ کشور در ۳۰ اوت ۱۹۷۵ افتتاح گردید. از اول اکتبر ۲۰۰۱، این کنوانسیون دارای ۷۸ عضو بود. اجرای خط کارهای بین‌المللی کنوانسیون از طریق جلسات مشورتی که در مقر سازمان بین‌المللی دریایی (آی ام او) در لندن برگزار می‌گردد، پیگیری می‌شود.
هدف اصلی کنوانسیون لندن، جلوگیری از دفع بی‌رویه مواد زائد در دریا است که ممکن است عامل خطراتی برای سلامتی انسان یا آسیب رساندن به منابع حیاتی محیط زیست دریایی یا ایجاد مزاحمت در امر تداخل در استفاده‌های دیگر از دریا باشد. کنوانسیون ۱۹۷۲ دامنه خود را در «تمام آب‌های دریایی غیر از آب‌های داخلی» کشورها گسترش داده و تخلیه برخی مواد خطرناک برای محیط زیست را ممنوع می‌کند، علاوه بر این، ریختن هر گونه مواد زائد شناخته‌شده نیاز به مجوز ویژه از قبل دارد.

## اجرا

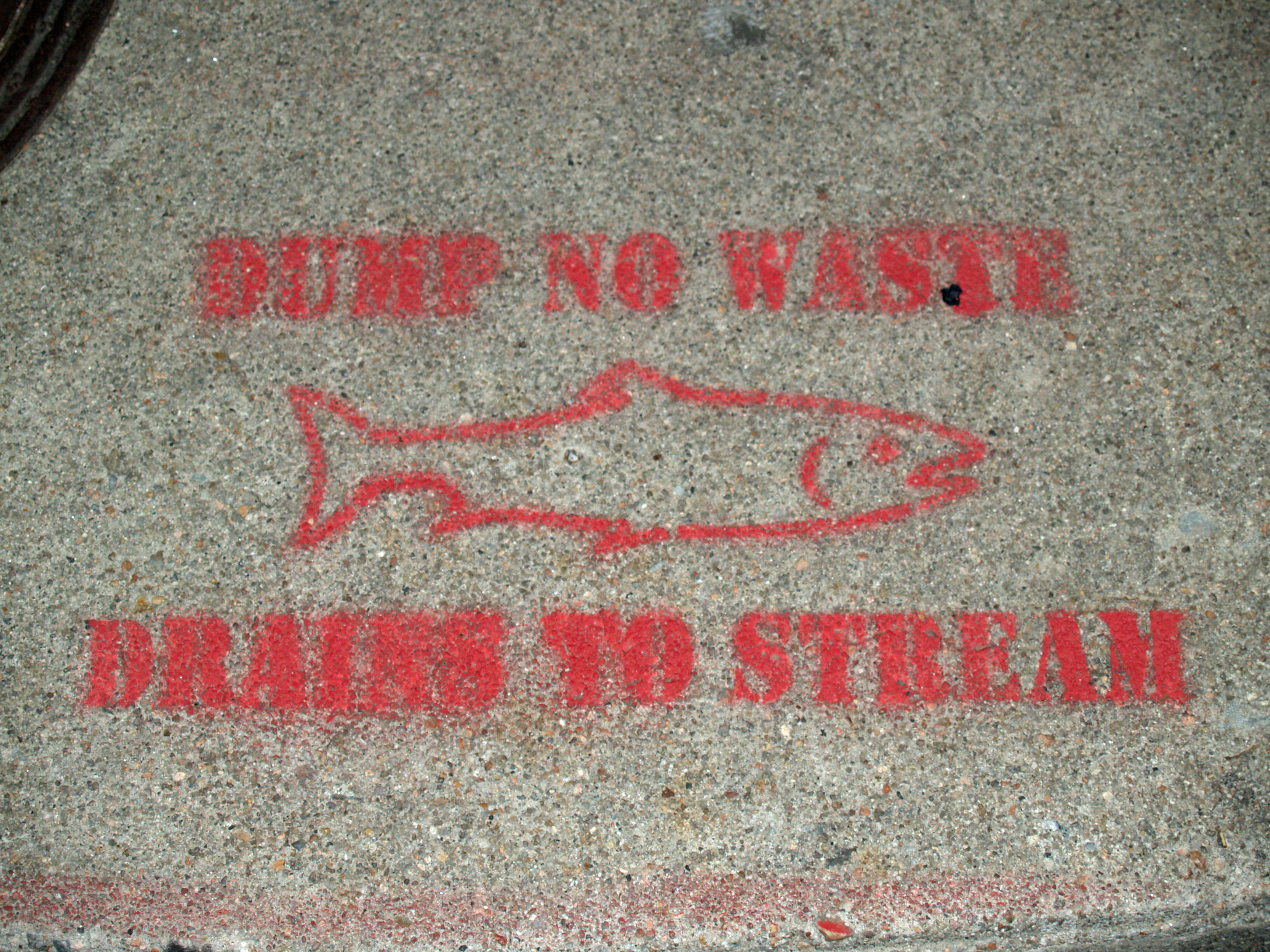
تابلویی با اسپری رنگ در بالای یک فاضلاب در کلرادو اسپرینگز، کلرادو به مردم هشدار می‌دهد که با تخلیه جریان محلی را آلوده نکنند.

اجرای این کنوانسیون، از زمان لازم‌الاجرا شدن آن در سال ۱۹۷۵، چارچوبی را برای کنترل و جلوگیری از آلودگی دریایی بین‌المللی فراهم کرده است که طرف‌های متعهد به پیشرفت مستمر در حفاظت از اقیانوس‌ها به آن دست یافته‌اند. از جمله نقاط عطف این کنوانسیون، ممنوعیت دفن زباله‌های رادیواکتیو در عمق اقیانوس در سال ۱۹۹۳ و مصوبات مربوط به پایان دادن به دفع زباله‌ها و سوزاندن زباله‌های صنعتی است. تلاش‌های طرفین توسط یک دبیرخانه دائمی به میزبانی سازمان بین‌المللی دریانوردی (آی ام او) پشتیبانی می‌شود. جلسه مشورتی طرفین قرارداد کنوانسیون لندن، نهاد حاکم و تصمیم گیرنده سیاسی این کنوانسیون است.
این کنوانسیون به تخصص‌های مختلف از گروه مشترک متخصصان در زمینه‌های علمی حفاظت از محیط زیست دریایی نیاز دارد، این کارشناسان متخصص که توسط سازمان بین‌المللی دریانوردی، فائو، یونسکو، سازمان جهانی هواشناسی، سازمان بهداشت جهانی، آژانس بین‌المللی انرژی اتمی، سازمان ملل متحد و برنامه محیط زیست سازمان ملل متحد، معرفی می‌شوند، یک گروه علمی در زمینه دامپینگ، متشکل از کارشناسان دولتی از طرفین کنوانسیون هستند که مسئول رسیدگی به هرگونه درخواست علمی از جلسات مشورتی، ازجمله تهیه لیستی از مواد خطرناک، تهیه خطوط راهنمای عمل در مورد اجرای کنوانسیون و حفظ آگاهی از تأثیرات ورود زباله به محیط‌های دریایی می‌باشند.

## پروتکل ۱۹۹۶
در ۱۷ نوامبر ۱۹۹۶، در یک نشست ویژه طرف‌های متعهد بر اساس توافق به‌عمل‌آمده در پروتکل ۱۹۹۶ مربوط به کنوانسیون جلوگیری از آلودگی دریایی توسط مواد زائد، همان مواد مربوط به کنوانسیون ۱۹۷۲ در این خصوص تصویب و جایگزین گردید. مطابق با دستور کار کنفرانس سازمان ملل درباره محیط زیست و توسعه - ۲۱ یو ان سی ایی دی، پروتکل ۱۹۹۶، روند و گرایش جهانی را برای احتیاط و جلوگیری از پراکندگی انواع پسماندها و دفع کنترل شده انواع زباله‌ها یا مواد دیگر منعکس می‌کند.
از جمله مهم‌ترین نوآوری‌هایی که توسط پروتکل ۱۹۹۶ مطرح شد، تدوین اصول احتیاطی و خروجی آلاینده‌ها است، بازتاب این اصول، عبارت است از پروتکل تجدید نظر اساسی در کنوانسیون موسوم به «لیست معکوس». اکنون براساس پروتکل ۱۹۹۶، به جای رعایت ماده قانونی «منع ریختن مواد خطرناک ذکر شده»، تخلیه هرگونه زباله یا ماده دیگری خارج از مواد مندرج در لیست معکوس نیاز به مجوز دارد. طرفین پروتکل همچنین موظفند تدابیری اتخاذ کنند تا اطمینان حاصل شود که صدور مجوزها و شرایط مجوز برای ریختن مواد لیست معکوس با ضمیمه شماره ۲ مواد پسماند پروتکل مطابقت داشته باشد.